# Frederic Ward Putnam
Pour les articles homonymes, voir Putnam.
Frederic Ward Putnam est un ichtyologiste, un naturaliste, un archéologue et un administrateur américain, né le 16 avril 1839 à Salem et mort le 14 août 1915 à Cambridge.

## Biographie
Il fait ses études à l’université Harvard avec Louis Agassiz (1807-1873) de 1856 à 1864. Parallèlement, il est assistant (1856-1864) au Museum of Comparative Zoology où il s’occupe des poissons et conservateur des vertébrés (1856-1867) à l’Essex Institute de Salem.
En 1859, il devient conservateur d’ichtyologie à la Boston Society of Natural History, fonction qu’il conserve jusqu’en 1868.
Il dirige l’Essex Institute de 1864 à 1870 ainsi que le Museum of East India Marine Society de 1867 à 1869.
De 1867 à 1874, il est le fondateur et le premier directeur de la Peabody Academy of Science. De 1876 à 1878, assistant en ichtyologie au Museum of Comparative Zoology, puis conservateur de 1875 à 1909 du Peabody Museum of American Archaeology and Ethnology de l’université Harvard.
Il fonde l’American Naturalist en 1867 et The Naturalist’s Directory en 1865. Il est élu membre de l'American Antiquarian Society en 1882.
Il joue un très grand rôle dans la fondation et l’organisation de muséums et de département d’histoire naturelle et d’anthropologie, ainsi que de leurs publications respectives. Il est considéré comme le père de l’archéologie américaine.